# Pierre Duhem
Pierre Maurice Marie Duhem (n. 10 iunie 1861, Paris, Île-de-France, Franța – d. 14 septembrie 1916, Cabrespine, Languedoc-Roussillon, Franța) a fost un chimist, istoric și filosof al științei francez.
Este autorul a mai multor lucrări importante din istoria matematicii și a științelor în general.
S-a ocupat de fundamentarea dinamicii generale, tratând patru mari categorii de fenomene:
- sistemele capabile de modificări reversibile
- sistemele cu frecare
- sistemele cu histerezis
- sistemle parcurse de curenți.

Cel mai adesea Duhem este interpretat ca fiind instrumentalist pentru că consideră legile fizice drept forme economice de a vorbi despre teorii și entități fizice. Pentru el teoriile nu sunt adevărate sau false pentru simplu motiv că sunt aproximative. Reprezentările teoriei nu sunt decât rezumate comode, decât artificii destinate să ușureze munca de invenție. Cercetătorul nu crede în mod clar în existența entităților de care vorbește, dar folosește un limbaj ca electron, forță, căldură pentru a își exprima ideile mai ușor. Interzicând să se creadă în realitatea acestor entități Duhem desparte teoria fizică de metafizică. Prima este o matematizarea a observațiilor asupra naturii, în timp ce a doua este un sistem de credințe. Teoriile trebuie exprimate în limbajul matematic ale căror previziuni, evaluate numeric, să poată fi comparate cu măsurile furnizate de observații precise.
„O teorie fizică este un sistem abstract care are ca scop rezumatul și clasificarea logică a unui ansamblu de legi experimentale fără a pretinde că explică acele legi.”
Scopul teoriei fizice este să încerce să reprezinte ansamblul legilor naturale într-un sistem unic, în care toate părțile să fie compatibile între ele. Ceea ce urmărește o lege fizică este salvarea fenomenelor observabile, adică să confere o explicație care poate da seama de ceea ce observăm în natură.
Observarea fenomenelor fizice nu ne pune în raport cu realitatea ci cu aparențele sensibile ele însele. Legile sensibile nu au ca obiect realitatea materială ele tratează chiar despre aparențele sensibile.
Speranța ascunsă a cercetătorului este însă de a găsi exact acea clasificare naturală, care descrie cum stau lucrurile în natură, chiar dacă el nu poate avea pretenția, cum au cercetătorii realiști de a cunoaște din prima, de a își lua ca obiectiv descrierea a cum stau lucrurile cu adevărat în realitate.
Lucrările sale au constituit baza de inspirație pentru matematicianul român Petre Sergescu, lucru vizibil cu precădere în lucrarea acestuia intitulată Gândirea matematică.

## Cărți publicate
- Les Théories de la chaleur, 1895
- Le Mixte et la combinaison chimique. Essai sur l'évolution d'une idée, 1902
- L'Évolution de la mécanique, 1902
- Les Origines de la statique, 1903
- La théorie physique ; son objet, sa structure, 1906
- Sauver les phénomènes Essai sur la notion de théorie physique de Platon à Galilée, 1908
- Traité d'énergétique, 1911
- Études sur Léonard de Vinci
- Le Système du monde. Histoire des doctrines cosmologiques, de Platon à Copernic (1913–1917), o lucrare de filozofie matematică de o deosebită valoare.